# 腱鞘炎
腱鞘炎（英語：tenosynovitis），指腱鞘發炎，常造成關節疼痛、腫脹、關節活動受限。感染性或非感染性，常見的非感染性腱鞘炎有狄奎凡氏症和扳機指。

## 症狀
所有手部感染疾病裡面，感染性腱鞘炎約佔2.5％-9.4％之間。卡納維爾基本徵象用於診斷感染性腱鞘炎：手指的屈指面有觸痛，患部手指梭形脹大，放鬆時的手指呈現輕微屈曲，被動伸展會引起劇烈疼痛。也可能伴隨發燒，但不常見。

## 病理機轉
感染性腱鞘炎是指手指屈肌肌腱滑膜鞘的感染。常起因於創傷，但也可以由身體其他部位的細菌蔓延過來。儘管腱鞘炎通常影響手指的屈肌肌腱，但有時也會影響伸肌肌腱。臨床表現為創傷後的急性感染，可以是單一微生物或是多種微生物混合感染，端視創傷的性質而有不同。最常見的病原體是從皮膚帶進來的金黃色葡萄球菌。其他有關的細菌包括敗血性巴氏桿菌（與動物叮咬有關）、艾肯菌（與靜脈用藥有關）、海洋分枝桿菌（與暴露於淡水或鹽水的傷口有關）。此外，有性生活的病患也有淋球菌血源性擴散的風險（敗血性關節炎）。
常見的非感染性腱鞘炎有：板機指、交叉症候群、伸拇長肌肌腱腱鞘炎、狄奎凡氏症、第四腔室腱鞘炎。

## 診斷
腱鞘炎的臨床診斷通常建立於詳細的病史和理學檢查。也可以將抽取液安排微生物培養以鑑定病原體。X射線檢查通常沒有明顯的變化，但可以幫助排除骨折或異物。

## 治療
感染性腱鞘炎的治療主要包括緩解症狀、抗生素、手術。及早確認疾病並儘早開始使用抗生素對於改善手指的關節活動度非常重要。與開放式手術（結果良好者26%）相比，屈肌腱鞘的微創手術（如鞘管沖洗治療）可提供更好的結果（結果良好者74%）。然而，使用抗生素沖洗傷口沒有明顯的益處。大多數感染性腱鞘炎病例應予以腱鞘沖洗和引流，或搭配周圍壞死組織的清創術，以及廣效抗生素治療。嚴重的病例甚至可能需要截肢以防止感染進一步擴散。手術介入後須繼續抗生素治療，並根據腱鞘液體培養的結果來調整。
非感染性腱鞘炎可物理治療來放鬆腱鞘。严重者可在患處注射類固醇及服用止痛藥，以收消炎止痛功效，又或需要进行手术，切开狭窄部分腱鞘，并部分切除，使腱鞘不再挤压肌腱。

## 預後
病況越早確認，越能讓手指保有最大的關節活動度。然而，也可能出現手指僵硬、鈕扣孔變形、深部感染、肌腱壞死、沾黏、持續感染甚至需要截肢。肌腱沾黏和手指僵硬是因為疾病侵犯到屈肌腱鞘所導致。